# رودي دي لوكا
رودي دي لوكا (بالإنجليزية: Rudy De Luca)‏ هو كاتب سيناريو وممثل أمريكي، (و. 1900  م). من الجوائز التي نالها جائزة إيمي.

## جوائز
- جائزة إيمي

## وصلات خارجية
- رودي دي لوكا على موقع IMDb (الإنجليزية)
- رودي دي لوكا على موقع قاعدة بيانات الفيلم (الإنجليزية)